# Günter Thiele (Fußballspieler)
Günter Thiele (* 7. November 1961 in Neuss) ist ein ehemaliger deutscher Fußballspieler und -trainer. Während seiner aktiven Karriere war er vor allem als kopfballstarker Stürmer bekannt. Thiele bestritt 191 Spiele in der Bundesliga und erzielte dabei 58 Tore.

## Karriere

### Deutschland
Thiele begann seine fußballerische Laufbahn beim VfR Neuss, bevor er 1979 zur Fortuna Düsseldorf wechselte. Dort spielte er bis 1986 und bestritt 129 Bundesligaspiele, in denen er 44 Tore erzielte. In der Saison 1984/85 stellte er mit 17 Bundesliga-Treffern seine persönliche Bestmarke auf. Unter Trainer Otto Rehhagel gehörte er außerdem zum Kader der Fortuna, die 1980 den DFB-Pokal durch einen 2:1-Sieg gegen den 1. FC Köln gewann.
1986 schloss sich Thiele Borussia Mönchengladbach an. In drei Jahren absolvierte er dort 63 Bundesliga-Partien und traf 14 Mal. 1989 wechselte er in die 2. Bundesliga zum MSV Duisburg, wo er in der Saison 1989/90 auf 24 Einsätze und ein Tor kam.

### Venezuela
Nach einem kurzen Engagement beim 1. FC Union Berlin (7 Pflichtspiele, 1 Tor) in der Saison 1990/91 wechselte Thiele 1991 nach Venezuela. Der FC Caracas verpflichtete ihn im Rahmen eines Projekts, bei dem der deutschstämmige Vereinspräsident Guillermo Valentiner deutsche Spieler in die Mannschaft integrieren wollte. Neben Thiele wechselten auch Andreas Vogler und Olaf Seier nach Caracas. Thiele konnte sich jedoch nur bedingt durchsetzen und wechselte später zum FC Galicia, wo er seine aktive Karriere beendete.

### Nationalmannschaft
1983 absolvierte Thiele ein Länderspiel für die deutsche U21-Nationalmannschaft. Am 19. November wurde er in der 60. Minute im U21-EM-Qualifikationsspiel gegen Albanien für Peter Reichert eingewechselt.

## Trainerkarriere
Nach seiner aktiven Laufbahn blieb Thiele in Venezuela und begann eine Trainerkarriere. Er arbeitete unter anderem als Co-Trainer der venezolanischen Nationalmannschaft und betreute die U21-Nationalmannschaft.
Nach seiner Rückkehr nach Deutschland im Jahr 1999 gründete Thiele eine Fußballschule für 8–12-jährige Kinder und war in verschiedenen Trainerrollen für den SV Glehn, SC Leinefelde, ASC Ratingen-West und seinen Heimatverein VfR Neuss tätig. Außerdem trainierte Thiele eine Fußballmannschaft der Werkstatt für angepasste Arbeit.
Zwischen 2012 und 2013 engagierte sich Thiele als Funktionär bei seinem Heimatverein VfR Neuss, zunächst als Notvorstand und später als Präsident.

## Erfolge als Spieler
- DFB-Pokalsieger 1979/80 (ohne Einsatz) mit Fortuna Düsseldorf
- Venezolanischer Meister 1991/92 mit dem FC Caracas

## Persönliches
Während seiner Zeit in Venezuela lernte Thiele seine Frau kennen.
Seine Kopfballstärke brachte ihm den Spitznamen „Schädel“ ein.